# 27103 Sungwoncho
27103 Sungwoncho è un asteroide della fascia principale. Scoperto nel 1998, presenta un'orbita caratterizzata da un semiasse maggiore pari a 2,2841743 UA e da un'eccentricità di 0,1761053, inclinata di 2,72153° rispetto all'eclittica.